# История Каппадокии
Каппадокия («Страна прекрасных лошадей» — греч. Καππαδοκία; арм. Գամիրք/Կապադովկիա; перс. کاپادوکیه‎; лат. Cappadocia; тур. Kapadokya) — историческое название местности на востоке Малой Азии на территории современной Турции. Оно вошло в употребление ещё в античные времена и используется в наши дни. Чётких политических границ область не имеет, поскольку на протяжении веков они значительно изменялись (географическую и геологическую характеристику региона см. в статье Каппадокия).
История Каппадокии охватывает весьма длительный период. Наряду с другими малоазиатскими районами Каппадокия входит в число мест обнаружения древнейших памятников человеческой цивилизации. Примерно к XVIII веку до н. э. относится заселение этой территории хеттами. В последующие века земля Каппадокии переходила от мидийцев к персам и македонцам. В I веке н. э. Каппадокия стала провинцией Римской империи, а позднее перешла к Византии. Начиная с XI века началось заселение территории сельджуками, затем оттоманами. В настоящий момент регион является частью Турции.

## Основные даты
- ок. XVIII в. до н. э. — завоевание хеттами;
- 585 год до н. э. — завоевание мидийцами;
- 546 год до н. э. — завоевание персами;
- 333 год до н. э. — завоевание Александром Македонским;
- 301 год до н. э. — Ариарат II создаёт царство Каппадокия;
- 93 год до н. э. — завоевание армянами[1]
- 17 год — превращение в римскую провинцию Каппадокия (объединена с Понтом и Малой Арменией);
- 1071 — входит в состав армянского государства Филарета Варажнуни[2][3][4]
- 1087 — территория захвачена сельджуками.
- 1515 — окончательное присоединение Каппадокии к Османской империи.
- 1915 — уничтожение армянского населения в ходе геноцида армян.
- 1923 — депортация греческого населения.
- C 1919 год — в составе Турецкой республики, официально с 1923 года.

## Древнейшая эпоха
История Каппадокии уходит своими корнями в глубокую древность. В составе Анатолии она была одним из первых мест распространения человеческой цивилизации. Неподалёку от Каппадокии, в 140 км от вулкана Хасан-Даг, находится знаменитый неолитический город Чатал-Гуюк, появившийся около 7500 г. до н.э и считающийся одним из первых поселений человека. Вероятно, заселение гористой местности Каппадокии началось немногим позже. Уже к 5000 — 4000 до н. э. в Каппадокии возникают небольшие города-государства. В 2300 г. до н. э. отмечается, что Зипани, правитель Каппадокии и Канеса, в числе 17 царей Анатолии вступил в союз, направленный против царя Аккада Нарам-Сина и ставший первым союзом такого рода. Главным городом того периода была Пурусханда.
Предполагается, что в XXIV в. до н. э. в Каппадокию по просьбе ассирийских купцов, у которых возникли сложности с местным правителем, совершил военную экспедицию Саргон Аккадский. Тем не менее, точно судить о войнах, имевших место в столь древние времена, на основе сохранившихся данных трудно:

Существует легенда, (сохранённая в эпосе II тысячелетия до н. э. «Царь битвы»), о призвании странствующими восточносемитскими купцами Саргона и его воинов в Малую Азию (в город Пурусханду) против (?) некоего царя и героя Нурдаггаля, или Нур-Дагана, однако археологические данные не подтверждают столь давнего проникновения аккадских торговцев вглубь малоазийского полуострова; как полагает Н. Б. Янковская, в легенде смешаны Саргон Древний, царь Аккада, и его внук Нарам-Суэн с Саргоном I, царём города Ашшура на реке Тигре, и его внуком (?) Нарам-Сином, жившими лет на четыреста позже. Однако сюжетная основа эпоса — сам поход Саргона Аккадского в горы Малой Азии, — безусловно, древняя; сюда же, возможно, относится и такая деталь эпоса, как обсуждение важных вопросов сходкой воинов Саргона; вероятно, и это подлинная историческая черта.

Глиняные таблички с клинописными деловыми документами, обнаруженные археологами в Каппадокии (архива древнеассирийской колонии Канес, Кюльтепе), доказывают, что эти ассирийские поселенцы на северо-западе Тавра не только выжили, но и процветали.
Влияние ассирийцев в Анатолии стало заметным в 2000 гг. до н. э., когда они основали в регионе торговые колонии-фактории, называемые «карум». Центральной и наиболее известной среди них стал Кюльтепе Карум близ крепости Канес. Незадолго до основания хеттского царства главным предметом торговли ассирийских купцов в Каппадокии была медь, так как анатолийский горный массив хранил богатейшие залежи металлов. Эти торговые отношения связывали анатолийцев и ассирийцев около полутора веков и были прерваны в 1850 — 1800 до н. э. войнами между местными царствами. От данного периода сохранилось большое количество археологических свидетельств, говорящих об обширном межнациональном обмене.

## Хеттский период
Сведения о данном периоде истории региона отличаются большей достоверностью. Древнейшее население страны называло себя хаттами. В середине III тыс. до н. э. с северо-запада в Каппадокию началось вторжение индоевропейских племён. К XVIII — XVII векам до н. э. в результате смешения с хатти появилась народность хетты, которым принадлежат древнейшие памятники страны. Страна стала частью хеттской империи и её основным ядром.
В XVII веке до н. э. властитель Хаттусили I назначил своей столицей город Хаттуса на реке Кызыл-Ирмак, который его потомки украсили храмами и скальным святилищем (современный Язылыкая). Архив хеттских царей Богазкёе (каппадокийские таблички) был обнаружен в 1906 году на реке Кызыл-Ирмак исследователем Винклером.
После падения Хеттской империи в XII в. до н. э. территория Каппадокии получила название страны Табал. Она продолжала подвергаться постоянным набегам со стороны ассирийцев. X — VII в. до н. э. являются недостаточно освещённым в источниках периодом истории Анатолии. В связи с ассирийским завоеванием, вероятно, греки дали название Ассирия или Сирия (позднее Λευκόσυροι — «белые сирийцы», то есть каппадокийцы) местности около Синопа. Древние источники упоминают также проживавшую на этих землях народность мушки, так называемых потомков библейского Мешеха.
В синодальном переводе Библии по одной из версий под страной «Фувал» скрывается именно страна Табал:

«Иаван (Иония), Фувал и Мешех торговали с тобою (с г.Тиром), выменивая товары твои на души человеческие и медную посуду. Из дома Фогарма (Мелитены) за товары твои доставляли тебе лошадей и строевых коней и лошаков». («Книга пророка Иезекииля», 27:13-14)

## Персидский период
После падения Ассирии Каппадокия попала под власть Мидии. К этому периоду относится упоминание о киммерийцах в Каппадокии: в 672 г. до н. э. объединённое киммерийско-мидийское войско напало на Ассирию. Известны имена их предводителей — царей Теушпы, Лигдамида (Тугдамме) и Шандакшатру. Ассирийский царь Асархаддон обратился за помощью к скифам, жившим тогда в Средней Азии. К 650 году до н. э. скифы вытеснили киммерийцев из Северного Причерноморья. Киммерийские племена разделились на несколько частей, одна из которых смогла уйти в Малую Азию, укрепиться в её северо-восточной части — Каппадокии — и в 644 году захватить столицу Лидии — Сарды. После войн 615—565 гг. до н. э. лидийский царь Алиатт разгромил киммерийские войска, остатки которых частью смешались с местным населением, а частью ушли в Переднюю Азию, где были ассимилированы, как считает Геродот.
В 585 году до н. э. произошло главное сражение мидо-лидийской войны — битва на Галисе. Во время сражения произошло солнечное затмение. «В то время, как бой разгорался всё сильнее и сильнее, — замечает Геродот, — день внезапно сменился ночью». В суеверном страхе воины обеих сторон прекратили сражение, и цари поспешили заключить мир, причём река Галис была признана границей обоих царств. В результате Мидия присоединила Каппадокию. По всей вероятности, Каппадокия в данный период времени вошла в состав Армении, находившейся под гегемонией мидийцев: так, мидийские цари управляли Каппадокией не непосредственно, а через армянских правителей.
После этого в VI в. до н. э. территория Каппадокии стала местом противостояния Лидийского царства и персидского царя Кира II Великого. Перед войной между Персией и Лидией, лидийский царь Крёз, получив знаменитое предсказание от Дельфийского оракула: «Галис реку перейдя, Крёз обширное царство разрушит», перешёл реку Кызыл-Ирмак (древний Галис), вторгся осенью 546 до н. э. в Каппадокию, в тот момент зависимую от персов, опустошил её и захватил каппадокийские города. Но вскоре Крёза постигло поражение. После 14-дневной осады войсками Кира, лидийская столица была взята, и Крёз пленён. После этого во всей Анатолии, включая Каппадокию, власть перешла к персам, которые правили здесь до прихода Александра Македонского.

### Политическое устройство сатрапии Каппадокии в составе Персидской империи
Страна стала частью империи Ахеменидов. Территория Каппадокии была поделена на 2 сатрапии: собственно Великую Каппадокию, занимавшую внутреннюю область (главный город — Мазака), и Малую Каппадокию (Понтийскую) по побережью Чёрного моря, (главный город — Синоп). Позднее вторая Каппадокия потеряет своё название.
Область относилась к провинциям третьего типа налогообложения и выплачивала в год налогов на 360 талантов. Налоги, отправляемые в метрополию, включали золото, овец, мулов, а также знаменитых каппадокийских коней.
Начиная с падения империи хеттов Каппадокия находилась под контролем феодальной аристократии, закрепившейся в мощных крепостях и державшей население в подневольном и угнетённом положении, что позднее, как отмечали письменные источники, сделало их на удивление покорными в рабстве у чужеземцев. Войдя в состав Персии, Каппадокия ещё долгое время находилась под управлением этих местных властителей, ни один из которых тем не менее не смог объединить под своей властью всю область.
Имя первого известного персидского сатрапа было Ариарамн. Он правил примерно в начале царствования Дария Великого. Кроме того, известно, что Гобрий, сводный брат Ксеркса I, возглавлял каппадокийцев (вероятно, речь идёт о Малой Каппадокии) во время похода на Грецию в 480 г. до н. э..
В правление Артаксеркса II сатрапия Каппадокия была разделена на две части: собственно Каппадокию и Пафлагонию. Сатрапом Каппадокии стал Датамн, (потомок Отана, вдохновителя знаменитого в персидской истории заговора семи знатных персов против мага Гауматы, привёдшего в 522 г. до н. э. к власти Дария I). Датамн был убит после неудавшейся попытки поднять мятеж в 362 н. до н. э. Сатрапию унаследовал его сын Ариамн, а затем его внук Ариарат I. Последний жил уже в эпоху Александра Македонского, положившего конец Персидской империи.
Согласно источникам последним ахменидским сатрапом Каппадокии (вероятно, речь идёт опять о Малой Каппадокии) был Митробозан, погибший в 334 г. до н. э. в битве при Гранике против наступавшей армии македонцев. Другой сатрап Ариарат, управлявший провинцией до нападения греков, выжил (см. ниже).

### Культура и экономика
См. Культура и экономика Каппадокии в древний период

## Македонский период
Поход Александра Великого не затронул Каппадокии, хотя и разгромил владевшую ею Персию. После поражения Дария III сатрап «осиротевшей» Каппадокии Ариарат I около 331 года до н. э. укрепился на этих территориях, сохранив их независимость и сделав своей резиденцией город Гизиуру. Сообщается, что у него было большое войско: около 30 тысяч человек в пехоте и 15 тысяч в коннице.
После смерти Александра Ариарат подчинил себе всё побережье от Синопы до Трапезунда, а также обширные районы северо-восточной Пафлагонии и Понтийской Каппадокии. Но в глазах македонских диадохов, разделивших между собой завоёванные земли, Ариарат был мятежником.
Как пишет Плутарх, Каппадокию, также как Пафлагонию и земли вдоль Понта Эвксинского до Трапезунда, по жребию получил Эвмен. Было решено, что Леоннат и Антигон с большим войском приведут туда Эвмена и сделают его сатрапом этой страны. Но между ними случался конфликт, и Эвмен бежал от своих соратников к диадоху Пердикке, на которого сразу же приобрёл большое влияние, и стал одним из его советников.

«Немного позже он [Эвмен] вступил в Каппадокию с войском, во главе которого стоял сам Пердикка. После того как Ариарат был взят в плен и страна стала подвластной Македонии, Эвмен был назначен сатрапом. Он роздал города своим друзьям, расставил караульные отряды и назначил по своему усмотрению судей и правителей». (Плутарх. «Сравнительные жизнеописания. Серторий и Эвмен»).
В 322 году до н. э., одержав над Ариаратом победу, Эвмен взял его в плен и казнил. Племянник побеждённого, Ариарат II, бежал в соседнюю Армению, а страна стала македонской сатрапией. Но сам Эвмен потерпел поражение от Антигона, который продолжал вести с ним упорную борьбу, закончившуюся в 316 году до н. э. пленением и казнью этого каппадокийского сатрапа.
В эти же годы происходит становление соседнего Понтийского царства (Понтийской Каппадокии), основателем которого стал Митридат I Ктист, также считавший себя потомком Отамна и приходившийся внуком одному из сатрапов Каппадокии (вероятно, речь опять идёт о Малой Каппадокии), также звавшегося Митридат. Митридат I Ктист служил в свите Антигона, который приказал его казнить, но, предупреждённый друзьями, он успел бежать в Каппадокию. Там он укрылся в крепости Кимиата у подножия Ольгасских гор на границе с Пафлагонией и начал собирать под своей рукой приморские земли. История возникшего таким образом Понтийского царства тесно переплетается с историей соседнего Каппадокийского царства, которым управляла родственная династия Ариартидов.

## Каппадокийское царство
В 302 году до н. э., воспользовавшись помощью приютивших его армян, Ариарат II разбил македонского полководца Аминту и, изгнав войска греков, восстановил владения, хотя страна всё ещё оставалась в зоне влияния Селевкидов. Первое время Каппадокия признавала над собой власть понтийских царей, хотя фактически была независима. Окончательный раздел между двумя царствами произошёл около 255 года до н. э., когда Ариарат III принял царский титул.
К началу III века до н. э. Каппадокия была разделена на 10 провинций, названия которых сохранены Страбоном. Пять из них находились на Тавре: Мелитена, Катаония, Киликия, Тианитида и Гарсавритида. Названия других пяти были: Лавинсена, Саргаравсена, Саравена, Хаманена, и Моримена.
Ариарат III Благочестивый в 193 году до н. э. участвовал в войне против римлян в союзе с Антиохом, за что должен был выплатить часть возложенной на Сирию контрибуции. С тех пор он стал верным союзником пергамцев и римлян. Дружба с римлянами, как отмечает Тит Ливий, была заключена в 189—187 годах В 182 году до н. э. его ссора с Фарнаком Понтийским развязала общую войну всех малоазиатских государств. Фарнак напал на Каппадокию, но пергамские правители Эвмен и Аттал неожиданно выступили на стороне Ариарата.
В борьбе против этой коалиции Фарнак потерпел поражение и в 179 году до н. э. был вынужден подписать мир на невыгодных для себя условиях: расторгнуть все неравноправные договоры с галатами, возвратить Пафлагонию и захваченную часть Каппадокии, а также выплатить победителям 1200 талантов контрибуции.
Как отмечает Тит Ливий, в 160—153 годах до н. э. царь Ариарат, с помощью хитрости и силы изгнанный из своего царства Деметрием I Сотером, волею Сената был восстановлен на престоле. Свои армянские владения Ариарата вынудили уступить вновь возникшим государствам — Великой Армении и Софене.
В смутное время после смерти Ариарата IV (156—131) Каппадокия оказалась во власти Понта, что произошло благодаря активной деятельности вышеупомянутого понтийского царя Фарнака I.
Ариарат V воевал с Аристоником Пергамским, поднявшим в 133 году до н. э. восстание против римлян, и погиб в этой войне, зато к владениям его наследников благодарными римлянами были присоединены Ликаония и Киликия.
Вдова Ариарата V Лаодика (Ниса?), чтобы продлить время своего правления, убила одного за другим пятерых своих сыновей. В 130—129 годах до н. э. власть в стране фактически оставалась в её руках, чтобы затем перейти к её шестому сыну Ариарату VI. Царь соседнего Понта Митридат V Эвергет ввёл в Каппадокию войска, «чтобы поддержать малолетнего наследника», а затем женил его на своей дочери Лаодике.
Как отмечают историки, одним из источников дохода страны являлась работорговля, которую организовали цари Каппадокии и Вифинии, заполняя, например, невольничий рынок острова Делос, поставлявшего рабов в Рим. О каппадокийских рабах упоминают поэты Гораций, Персий, Марциал, Ювенал.

### Митридатовы войны
Затем Каппадокия стала одним из важнейших полигонов военных действий в ходе трёх римско-понтийских митридатовых войн. К их началу в Каппадокии правила упомянутая выше Лаодика, дочь покойного понтийского царя Митридата V Эвергета и сестра Митридата VI Евпатора. Её муж Ариарат VI около 111 года до н. э. был убит каппадокийским магнатом Гордием, тайным союзником Митридата. (Убийство, по мнению римских авторов, было тайно подготовлено Митридатом с целью расширения своих владений). В это же время в страну вторгся решивший воспользоваться ситуацией вифинский царь Никомед III. Митридат послал войско на помощь сестре, но бывший союзник перехитрил его: Никомед заключил соглашение с Лаодикой и женился на ней. Затем Никомед расставил свои гарнизоны по каппадокийским крепостям и объявил о слиянии Вифинии и Каппадокии в единое государство. Митридат же объявил, что законным царём Каппадокии может считаться только юный сын убитого Ариарата VI, силой очистил Каппадокию от вифинских гарнизонов и провозгласил царём Ариарата VII, сына Ариарата VI и своего племянника.
Через некоторое время Митридат потребовал у нового царя, чтобы в Понт выслали его давнего соратника, Гордия. В ответ на отказ Ариарата VII выдать убийцу своего отца Митридат начал против него войну, а затем коварно убил. Вот что сообщает об этом событии историк Юстин:

Он пригласил Ариарата на переговоры, но явился на них, спрятав под одеждой кинжал. По царскому обычаю Ариарат прислал к Митридату человека, который должен был его обыскать. Когда этот человек стал особенно тщательно ощупывать у Митридата нижнюю часть живота, Митридат сказал, что боится, как бы обыскивающий не нашёл там кинжала совсем иного рода, чем тот, который он ищет. Так, прикрыв коварство шуткой, Митридат отозвал Ариарата в сторону от его друзей и убил на глазах и своего, и его войска.— Just, XXXVIII, 1, 9-10
Следующим царём Каппадокии стал восьмилетний сын Митридата, получивший имя Ариарат VIII. Регентом при новом царе был назначен пресловутый Гордий. Однако через некоторое время поборы чиновников вызвали возмущение каппадокийцев, и они изгнали понтийские гарнизоны. А Никомед III в это время плёл интриги против Митридата в Риме, в частности, он прислал туда подростка, выдававшего себя за сына царя Каппадокии Ариарата VI, а также привёз царицу Лаодику, которая должна была подтвердить его личность.
Около 95 году до н. э. Рим, которому было выгодно сохранить раздроблённость, разрешил этот конфликт, объявив Каппадокию независимой от обоих претендентов и посадил на трон своего ставленника Ариобарзана Филоромана («Любящего римлян»), главу каппадокийской проримской партии, выбранного царём «по результатам голосования» жителей. С этого времени и до самой его смерти в 63 году до н. э. этот царь периодически изгонялся из своего царства и снова восстанавливаться римлянами. С целью преемственности Ариобарзан женился на сестре Ариарата VII, носившей имя Атенаида.
Позднее Митридат спровоцировал на вторжение в Каппадокию своего зятя, царя Великой Армении Тиграна II Великого для того, чтобы восстановить на престоле Ариарата VIII. Армянская армия стремительно вторглась в Каппадокию и, почти не встречая сопротивления, овладела всем государством. Ариобарзан бежал в Рим. В 94/93 году до н. э. Ариарат VIII стал царём в третий раз. Пропретор соседней римской провинции Киликии Луций Корнелий Сулла получил приказ сената восстановить статус-кво.

После претуры Суллу посылают в Каппадокию, как было объявлено, чтобы вернуть туда Ариобарзана, а на деле — чтобы обуздать Митридата, который стал не в меру предприимчив и чуть ли не вдвое увеличил своё могущество и державу. Войско, которое Сулла привёл с собою, было невелико, но с помощью ревностных союзников он, перебив много каппадокийцев и ещё больше пришедших им на подмогу армян, изгнал Гордия и водворил на царство Ариобарзана.— Плутарх
После ухода войска Суллы из Каппадокии Сократ Хрест, новый царь Вифинии и ставленник Митридата, вторгся туда и вновь изгнал Ариобарзана. Сенат опять постановил навести порядок, для чего туда было направлено посольство во главе с Манием Аквилием и Манлием Мальтином, которые с помощью Луция Кассия, наместника провинции Азия, опять вернули Ариобарзана на трон.

#### Следующий период войн
В 89 году до н. э. Митридат VI воспользовался наступившими в Риме смутными временами и занял римскую провинцию Азию, а также Вифинию и Каппадокию. В его руках оказались проливы и почти вся Малая Азия. Он стал восточным соседом Рима и западным — Великой Армении, где правил его зять и союзник Тигран II, оказавший ему помощь в войне с Каппадокией. Через некоторое время ему пришлось снова столкнуться с Суллой, прибывшим с войсками разрешить эту ситуацию.

Сто сорок тысяч воинов Понтийского Митридата
— лучники, конница, копья, шлемы, мечи, щиты —
вступают в чужую страну по имени Каппадокия.
(...)
Вдали, поперёк плато, заменив пейзаж,
стоят легионы Суллы. Сулла, забыв про Мария,
привёл сюда легионы, чтоб объяснить, кому
принадлежит — вопреки клейму
зимней луны — Каппадокия.— И. Бродский
Митридат был разбит. Как пишет Плутарх, каппадокиец Архелай, царский полководец, через некоторое время предложил Сулле мир. Тот согласился, предложив такие условия: Митридат уходит из Азии и Пафлагонии, отказывается от Вифинии в пользу Никомеда и от Каппадокии в пользу Ариобарзана, выплачивает римлянам две тысячи талантов и передаёт им семьдесят обитых медью кораблей с соответствующим снаряжением, Сулла же закрепляет за Митридатом все прочие владения и объявляет его союзником римлян.
После поражения, нанесённого ему Суллой, Митридат вновь поднялся против Рима и, начав военные действия, вновь пытался завладеть Азией. На стороне Рима ему противостоял Квинт Серторий, с которым Митридату через некоторое время удалось заключить соглашение. Согласно принесённой клятве, Каппадокия и Вифиния должны были перейти Митридату, которому Серторий пришлёт полководца и воинов, а Серторий, в свою очередь, получит от Митридата три тысячи талантов и сорок кораблей в помощь ему в Испании.
Через некоторое время Митридат вновь вернулся к политике борьбы с римлянами чужими руками: по его совету в 77 году до н. э. царь Великой Армении Тигран Великий совершил набег на Каппадокию, ограбил страну и вывел в Великую Армению около 300 000 человек, так как по договору города и области Каппадокии должны были достаться Митридату, пленные же и движимое имущество — Тиграну. Их поселили в новой армянской столице Тигранакерте и её окрестностях, что в конечном итоге не пошло на пользу Тиграну: когда он был разбит Лукуллом, каппадокийское население Тигранокерта восстало и открыло город римлянам).
В 72 году до н. э. наступил черёд Лукулла воевать против Митридата, и в очередной раз — без очевидных результатов. По большей части военные действия разворачивались уже за пределами Каппадокии (см. Митридатовы войны). Наконец, в начале 66 года до н. э. командование римской армией на Востоке перешло к полководцу Гнею Помпею. Митридат был побеждён и вынужден бежать. После этого Каппадокия стала римским вассальным государством, управляемым династией Ариобарзана.
В числе прочих представителей Рима в Каппадокии побывал Цицерон, которому после смерти Красса поручили примирить каппадокийцев с их царём Ариобарзаном и привести их к покорности.

### Дальнейшие конфликты
Каппадокия задолжала освободившему её Помпею несметные суммы, а для выплаты долга не хватало всех собираемых в стране налогов. С тем чтобы выплатить Сулле контрибуцию в 84 году до н. э., города Малой Азии были вынуждены занимать у римских банкиров под 48 % годовых и более. В результате общий долг городов к 70 году до н. э. увеличился в шесть раз.
Царь Ариобарзан II сослал своего сына, будущего Ариобарзана III, в Киликию. Сосланный наследник плёл заговоры против отца, для чего ему были необходимы средства. Он обратился за помощью к печально прославившемуся впоследствии Марку Юнию Бруту — разумеется, не уточняя, для чего ему нужны деньги. Очарованный его личным обаянием, Брут нашёл ему кредиторов, и заговор увенчался успехом: в 52 году до н. э. Ариобарзан III стал царём.
В 50 году до н. э. новый проконсул провинции Киликия Публий Сестий пригласил Брута к себе на должность квестор. В 47 году до н. э. царь Понта Фарнак II (сын Митридата Евпатора) вторгся в Каппадокию, которой правил Ариобарзан III, и привёл к власти одного из его братьев, а также в Малую Армению — владение галатского царя Дейотара. С целью защиты территорий Рима туда срочно прибыли войска с Гаем Юлием Цезарем во главе. К Цезарю присоединился Брут. Когда Цезарь разбил Фарнака, Брут стал просить его пощадить всех своих друзей, последовавших за Помпеем в проигранной последним гражданской войне. В их число входил и Ариобарзан III (существовали подозрения, что Брут ходатайствовал об этом преимущественно с целью вернуть свой заём). Царь был прощён.
Его наследником стал брат, Ариарат X, но в 36 году до н. э. Марк Антоний после неудачной для римлян армянской войны низложил и казнил этого царя. Затем Антоний передал власть над Каппадокией Архелаю (внуку одноимённого полководца Митридата, договорившегося о мире с Суллой), родственнику казнённого царя по боковой линии. Позже, в 3 году н. э., этот Архелай женился на внучке Марка Антония царице Понтийской Пифодориде, вдове Полемона I, унаследовавшей его владения. Август утвердил назначение Архелая и передал ему и Киликию, однако потом приставил к нему прокуратора.
В 17 году н. э. Тиберий призвал Архелая для ответа в Рим, где он и умер, а страна была включена в состав империи.

### Культура
Основная статья: Культура Каппадокии периода эллинизма

## Римское владычество

### I век н. э.
С 17 года Каппадокия стала римской провинцией под управлением прокуратора, не имеющего своих войск. Она обладала привлекательными для римлян природными ресурсами, но была достаточно отсталой: Страбон указывает, что из десяти стратегий, на которые делилась Каппадокия в прошлые времена при царях, только две имели города — Тианитис (город Тиана) и Киликия (город Мазака). Других городов Страбон не знает, используя в отношении местных населённых пунктов выражения «укреплённые пункты», «местечко», «укрепления».
Пограничная Каппадокия постоянно подвергалась атакам соседей. Так, при Тиберии сюда с набегами вторгался армянский царь Артабан III; годами тянулась война с парфянами, которую при Нероне вёл Корбулон.
В 58 г н. э. он захватил Артаксат, а в 59 г. — Тигранакерт. После смерти Гая Дурмия Уммидия Квадрата Корбулон около 60 г. получил чрезвычайные полномочия. Гражданские вопросы управления Каппадокией по-прежнему решал прокуратор. В 62 г. римский наместник Каппадокии Луций Цезенний Пэт был вынужден капитулировать, попав в окружение в Рандее под Арсамосатой.
Весной 62 г. парфяне попытались взять реванш и отбить Тигранокерт, и в отсутствие подкрепления Корбулону пришлось заключить с Вологезом перемирие. Затем Корбулон снова возглавил контрнаступление, которое закончилось Рандейским договором (63 г.). Корбулон получил от Рима множество наград, но, как считается, стал неугоден императору из-за своей растущей популярности полководца, и Нерон приказал ему совершить самоубийство.
Лишь при Веспасиане во главе провинции встал наместник в ранге пропреторского легата (консуляра вместо всадника), который, в отличие от прокуратора, не имевшего войск, командовал размещёнными здесь военными силами. Неудачи во время нероновых войн показали, что Каппадокия — уязвимое место, где необходимо постоянно содержать сильное войско.
К этому же времени относится реорганизация обороны границ: в 74 г. Галатия, Понт и Каппадокия были объединены в одну большую провинцию, названную Галатией и охранявшуюся двумя легионами. Таким образом, эта провинция, а также Сирия и Палестина стали передовыми рубежами защиты от парфян.

### II в. н. э.
Ко второму веку к двум каппадокийским городам, известным Страбону, благодаря романизации региона прибавляются ещё несколько: Сатала, Мелитена, Амасья, Себастополь, Себастия, Неокесария, Комана (преимущественно в Малой Армении и Каппадокийском Понте). Регион постепенно развивается.
Римляне осознавали важную роль этой территории, поэтому во времена Траяна были построены военные дороги и приняты необходимые меры безопасности для защиты городов. Осенью 114 года н. э. Великая Армения, расположенная восточнее Евфрата Малая Армения и часть Каппадокии были объединены в римскую провинцию Армения, но после смерти в 117 году императора Траяна царская власть в Армении была восстановлена.
Во II веке наместником Каппадокии был Флавий Арриан (ок. 95—175), известный впоследствии своими литературными сочинениями, в частности «Историей Александра Македонского». В 121—124 годы император Адриан, посетивший этот регион во время своих поездок в 129 году, присвоил Арриану звание консула. С 131 по 137 год он в качестве личного легата императора управлял провинцией Каппадокия. В это время она вновь подвергалась непрерывным нападениям, теперь уже со стороны аланов. В 134 году Арриан отразил крупное нападение аланов на Каппадокию. К этому периоду относится сочинение Арриана о тактике и «Contra Alanis», явно основанные на его личном опыте и отвечавшие его интересам. Маршрут движения этой аланской орды и причины её остановки долгое время был предметом научной дискуссии. Дион Кассий рассказывает об этом так:

«...Война была поднята из земли аланов, по происхождению массагетов, Фарсманом; она сильно потрясла Мидию, коснулась также Армении и Каппадокии, но затем прекратилась вследствие того, что аланы были подкуплены дарами Вологеса, а с другой стороны, побоялись правителя Каппадокии Флавия Арриана» [Dio. Cass., Rom. hist, LXIX, 15].
В 162 году на этих территориях снова активизировались парфяне. Царь Вологез III официально объявил войну Риму. Под предводительством полководца Осроя парфяне вторглись в Армению, у Элегеи они уничтожили римское войско под предводительством легата Севериана и продвинулись дальше. Легат покончил с собой. Наступление парфяне достигло Каппадокии, им удалось даже занять большую часть Сирии.
В 163 году н. э. римляне перешли контрнаступление. Командование в войне перешло к Луцию Веру, который поручил ведение военной операции полководцу Авидию Кассию. Первой была отбита Армения и снова превращена в зависимое царство.
Кроме того, в этом веке в Каппадокию совершали набеги заплывавшие в Кипрское море понтийские пираты, которые промышляли на берегах Ликии и Памфилии и проникали во внутренние области до Каппадокии.

### III в. н. э.
Не менее беспокойной жизнь в Каппадокии была и в III в.: римлянам приходилось бороться с Сасанидами, которые грабили территорию римской империи.
В 231 г. Ардашир, новый владыка Персидского царства, начал войну против Рима и при этом опустошил Каппадокию. Второй раз Ардашир пришёл в Каппадокию в 240 г. Римлянам не всегда удавалось одерживать победу: в 260 г. римский император Валериан был разбит преемником Ардашира царём Шапуром I и попал в плен, о чём свидетельствует сохранившийся рельеф, обнаруженный на отвесных скалах севернее Персеполя.

«Во время третьего похода, когда мы атаковали Карры и Эдессу, Карру и Эдессу осадили, император Валериан выступил против нас. С ним были (войска) из Германии, Ретии, Йорика, Дакии, Паннонии, Мизии, Истрии, Испании, Мавритании, Фракии, Вифинии, Азии, Памфилии, Изаврии, Ликаонии, Галатии, Ликии, Киликии, Каппадокии, Фригии, Сирии, Феяикеи, Иудеи, Аравии, Лидии, Осрены, Месопотамии: всего 70 000 человек. И по ту сторону Карр и Эдессы у нас была большая битва с императором Валерианом. И императора Валериана мы взяли в плен собственноручно, и префекта, сенаторов и офицеров, которые командовали той армией, — всех мы взяли в плен и угнали в Персию. И Сирию, Киликию, Каппадокию мы разграбили, опустошили и разрушили» (Надпись на рельефе).
Валериан умер в плену. В правление его сына Галлиена в Каппадокию с севера вторглись скифы (по другим сведениям, готы). В 264 году восточные готы снарядили морскую экспедицию в Трапезунд. Достигнув побережья, они прошли с грабежом и разбоем Каппадокию, Галатию, Вифинию и благополучно вернулись назад со множеством пленных христиан. Этот последний поход имел очень важные последствия для самих готов: в числе пленных был и каппадокийский христианин Евтих, имя которого сохранил епископ кесарийский Василий. Он приписывает Евтиху заслугу распространения среди готов первых семян христианства (Epist. 104).
Каппадокия, как и другие области Малой Азии, была включена в Пальмирское царство царицы Зенобии, расширившей свои владения от Сирии до всей Малой Азии. Как отмечают источники, когда император Аврелиан в 272 г. вновь завоевал страну и уничтожил Пальмирское царство, каппадокийский город Тиана оказал ему сопротивление, и император пригрозил отдать город солдатам на разграбление.

### Культура и экономика
См.: Культура и экономика римского периода

#### Христианство
Христианство стало распространяться в Каппадокии начиная с I в. н. э. и постепенно приобретало всё большее значение, влияя на всю духовную жизнь региона. В итоге Каппадокия дала миру огромное количество святых отшельников, мучеников, просвятителей и даже Отцов Церкви.
Подробнее см. Христианская культура Каппадокии.

### Сосланные
Пустынная земля Каппадокии в позднеримский и ранневизантийский период служила также местом ссылки из Константинополя:
- Василиск, брат императрицы Верины (жена Льва I), сослан в период борьбы за престол вместе с детьми (вся семья умерла в ссылке)[42]
- Юлиан Отступник и Галл, дети Юлия Констанция, сосланы в каппадокийскую Макеллу в 337 г. по распоряжению императора Констанция II (345 год), Юлиан вернулся в 355 году.
- Павлиан, предполагаемый любовник императрицы Евдокии, сослан её мужем императором Феодосием II[43]

## Византийский период
После раздела Римской империи в 395 году на Западную и Восточную Каппадокия отошла к Византии, в составе которой она находилась несколько веков (в отдельный исторический период она была частью фемы Каппадокия-Кесарея). Основными городами византийской Каппадокии были Кесарея, Колония, Севастия.
Важным событием в истории Каппадокии стало постановление императора Юлиана Отступника, запретившего христианство, уже было получившее статус государственной религии. Как считают[кто?], именно в этот период Каппадокия и её пещерные монастыри стали убежищем огромного количества изгнанников, не пожелавших отречься от своей веры.

### Основные исторические события

#### Вторжения чужеземцев
Развитие региона напрямую зависело от уровня защиты его границ от вторжений различных кочевников, персов и арабов, которые непрестанно разоряли эти земли. Византийской армии, двигавшейся на Ближний Восток, удавалось отражать нападения с переменным успехом. Государство было вынужденно принять необходимые меры самообороны: на южных дорогах было построено огромное количество крепостей, для быстрого оповещения Константинополя была создана система светового «телеграфа», сигнал которого достигал Константинополя за один час. Но местное население беднело и по старой традиции не желало выходить из своих горных убежищ, пещер и подземных городов, которые были единственным надёжным и доступным им способом защитить себя.
В VII в. Каппадокия незаметно скатывалась к варварству, великие базилики и города, которые грубые поселяне не могли ни отстроить, ни восстановить, сровняли с землёй. По Анатолийскому полуострову огнём и мечом прошли персидские армии, его величественные города были захвачены и разграблены. (Г.Уэллс. «Очерки истории цивилизации»).
Основные нашествия:
- Зима 394—395 года — нашествие гуннов на Каппадокию и Сирию;
- 515—516 год — савиры преодолели Каспийские ворота и опустошили Армению, Каппадокию, Галатию и Понт[46];
- 610 год — персы заняли Веррию (Алеппо) и каппадокийскую Кесарею. Персы достигли Халкидона. Византийский император Ираклий вернул земли после осады Кесареи Каппадокийской;
- 612 год — персы захватили Кесарею и Мелитену;
- апрель 623 года — первый поход императора Ираклия на персов через Армению к Атропатенскому Гандзаку. Разгром персов в Каппадокии и изгнание их из Малой Азии. Захват Византией Двина, Нахичевана и Гандзака. Затем греки начали отступать и оторвались от персов только в горах Каралага;
- 647 год — набег арабов на Киликию. Взятие и опустошение ими Кесареи Каппадокийской;
- 726 год — захват арабами Кесареи Каппадокийской и Каппадокии. Неудачная осада арабами Никеи. Отступление арабов в Халифат[46].
- 837 год — нападение императора Феофила на арабский халифат. Ответный поход халифа ведёт к битве на Дазимонской равнине (территория Каппадокии) 22 июля 837 года. Византийцы разбиты, сам василевс едва остался живым[47].
- 950 год — победа византийцев в Каппадокии.
- 957 год — победа византийцев над арабами. Взятие Хадаса в Каппадокии, взятие Самосаты.

#### Мятеж Фоки
Из событий внутренней политики Византии, касавшихся Каппадокии, стоит отметить действия представителей семьи Фока. В 963 году именно в Кесарее Каппадокийской при поддержке войск и своего двоюродного брата Иоанна Цимисхия Никифор Фока был провозглашён императором, а затем оттуда Никифор начал движение на Константинополь. Через несколько лет его племянник Варда Фока Младший поднимет в Кесарее Каппадокийской свой первый мятеж (970 год) и объявит себя императором. Правительственные войска под командованием Варды Склира направятся в Каппадокию, после чего Фока отойдёт в крепость Тиранов, которую Склир возьмёт в осаду. Побеждённый Варда Фока будет сослан на Хиос, но в 987 году, опять-таки в Каппадокии, поднимет свой второй мятеж (против императора Василия II). В битве с правительственными войсками мятежник погибнет. Эта история известна по сочинениям Льва Диакона.

### Характеристика населения
В эту эпоху (до начала Османского владения) Каппадокию населяли в основном три народа — армяне, греки и курды. Из данной области, в основном из семьи крупных землевладельцев вышел ряд значительных фигур византийской истории, в том числе 4 императора, а также длинный список святых, в том числе Отцы церкви — Великие каппадокийцы, а также просветители Грузии и Армении (см. Святые Каппадокии).

#### Выходцы из Каппадокии
- Ираклий (византийский император)
- Маврикий (византийский император)
- Роман I Лакапин
- Роман IV Диоген
- Иоанн II (константинопольский патриарх)
- Фалассий Кесарие-Каппадокийский
- Арефа Кесарийский (ок. 860 — после 944), митрополит Кесарии Каппадокийской, византийский богослов, экзегет и ритор

#### Армяне в Каппадокии
В истории этого края важную роль сыграла политика Византии в отношении армян в Каппадокии. Гранича на северо-востоке с Малой Арменией, а на востоке — с Великой, Каппадокия издавна испытывала демографическое влияние этой нации, но в этот период оно приобрело особый размах. Византийская империя в условиях борьбы с Багдадским халифатом занималась насильственным переселением армян из Армении в Малую Азию. Имела место и обычная, достаточно интенсивная эмиграция из захваченной арабами Армении, вызванная той же войной.
Переселение на византийские территории осуществлялось, главным образом в Каппадокию (VII—IX вв.), а также в Месопотамию, Киликию и Сирию. «Так, например, византийский полководец Лев в 688 г. разорил 25 округов Армении и выселил оттуда в Малую Азию 8000 семейств. В 747 г., в 751 г., в 752 г. армяне были переселены в Малую Азию из Мелитены и Карина (Эрзерума)». Пик, вызванный агрессией Византии и вторжением сельджуков, пришёлся на XI в. К примеру, в 1020—1021 гг. император Василий II переселил из Ванской области в Себастию (Малая Азия) 15 тысяч армянских семейств. Византийские императоры, уничтожив Васпураканское, Анийское и другие армянские царства, предоставили Багратидам, Арцрунидам и другим царским и княжеским родам новые владения на территории империи. Эти правители концентрировали в своих руках власть по мере ослабления самой Византии, вдоль восточной границы которой возникли армянские княжества на землях, обитаемых армянами, в том числе и в Каппадокии.
Одним из подобных вассальных государств стало Арцрунидское царство, которое возникло в Себастии в 1016—1020 гг. при царе Сенекериме, когда этот правитель вместе с третью всего населения своей Васпураканской области покинул свои земли и переселился в верховья Кызыл-Ирмака. Это первое вассальное армянское царство, возникшее в Каппадокии, в состав которого входили Себастия, а также ряд городов и уездов между Понтийскими горами и Ефратом. Византия надеялась использовать его как один из барьеров против сельджуков. Армяне титуловали Сенекерима «царём Армении», тогда как Константинополь даровал ему лишь титул «патрика» (11-й ранг в правительственной иерархии Византии), «полководца» Каппадокии или «дука Месопотамии и стратега Каппадокии». После смерти этого правителя в 1026 году при его наследниках государство продолжало расширять свои границы, пока не было захвачено сельджуками в 1080 году.
В 1045 г. в Каппадокии было образовано Багратидское царство. Оно было основано в 1044 г., когда, захватив царство, Константин Мономах даровал его правителю Гагику II два города (или даже замка) — Пизу и Колонпалат. Гагик II же распространил свою власть на Кесарию, Цамндав и Хавартанек, получив их в качестве приданого за внучку царя Сенекерима, дочь Давида Арцруни. Это вассальное государство просуществовало до 1079 г., когда Гагик был убит греческими феодалами.
Цамндавское царство возникло в 1065 г. из владений, дарованных Гагику, царю Карса, сыну Абаса, взамен потерянных им земель. Ими оказались города Цамндав (бывший Кидн) и Ларисса. Это государственное образование существовало до убийства Гагика в 1081 г. византийцами.
Кроме этих трёх армянских царей на данные земли переселились многочисленные армянские княжеские роды вместе со своими вассалами и подданными. Важным источником по этой теме является сочинения Смбата Спарапета.
Арабский историк Абу Аль Фарадж отзывается об армянских поселенцах X века в Сивасе следующим образом: «Сивас, в Каппадокии, доминировал армянами, чьё число увеличилось настолько, что они стали жизненно важными членами имперской армии. Армяне использовались в сильно укреплённых крепостях, отвоёванных у арабов в качестве часовых. Они отличались как опытные солдаты пехоты в имперской армии и постоянно боролись с выдающейся храбростью и успехом у Римлян, другими словами Византийцев». В результате дальнейших военных кампаний Византии, расселение армян продолжилось как в Каппадокии, так и в восточном направлении — в Киликию и в гористые области северной Сирии и Месопотамии — вплоть до эпохи образования государств крестоносцев.

### XI век. Окончание византийского владычества
В конце I тысячелетия н. э. Византия испытывала всё больший натиск со стороны своих ближневосточных исламских соседей и в конце концов утратила Каппадокию в XI веке.
основные даты:
- осень 1057 года — опустошение Колонии Каппадокийской сельджуками;
- 1058 год — вторжение сельджуков в византийские владения — Каппадокию и Сирию. При Константине Х Дуке и после его смерти, во время семимесячного регентства его жены Евдокии Макремволитиссы, Алп Арслан, второй по счёту султан сельджукидов, завоевал Армению и опустошил часть Сирии, Киликию и Каппадокию. В её столице, Кесарии, турки разграбили главную святыню города — церковь Василия Великого, где хранились мощи святого[50];
- 1067 год — разгром византийской армии под Мелитеной. Сожжение сельджуками Кесареи Каппадокийской;
- лето 1068 года — поражение сельджуков вблизи Лариссы (Каппадокия);
- 1071—1072 гг. — гражданская война между Романом IV Диогеном и Михаилом VII Дукой. Романа поддерживали преимущественно армянские и каппадокийские феодалы, а Дуки опирались на наёмную армию Криспина.

Поворотной датой стал 1071 год, когда произошла Битва при Манцикерте — решающее сражение византийцев с сельджуками. Несмотря на огромное численное превосходство, византийские войска были разгромлены. Император Роман IV Диоген попал в плен к мусульманам и выкупил свою жизнь лишь за часть своих земель. К их числу принадлежала и Каппадокия.

Немецкий историк Гельцер называет это сражение часом «смерти великой Византийской империи» и продолжает: «хотя его последствия во всех его ужасных аспектах не проявились сразу, восток Малой Азии, Армении и Каппадокия — провинции, которые были домом для стольких знаменитых императоров и воинов и которые составляли основную силу империи — были потеряны навсегда, и турок поставил свои палатки кочевника на руинах древней римской славы. Колыбель цивилизации оказалась добычей грубой силы и исламского варварства»
- 1072 год — поражение Романа под Амасией и в Каппадокии. Отступление его в Адану. Осада Аданы правительственными войсками. Не дождавшись обещанной помощи сельджуков, Роман сдался в плен на условии сохранения жизни за пострижение в монахи. Ослепление Романа по дороге в Константинополь, ссылка на остров Проти (Мраморное море) и его смерть от ран;
- 1074 год — разграбление сельджуками Трапезунда. Занятие сельджуками большей части Каппадокии;
- 1080 год — принятие Сулейманом титула султана. Образование Румского султаната со столицей в Изнике (Никее). Захват сельджуками Кесареи Каппадокийской.[46]

Очевидно, что область, официально переданная императором сельджукам, тем не менее оставалась объектом вооружённой борьбы, и власть в Каппадокии нужно было завоёвывать оружием. Каппадокия переходила из рук одних властителей в руки других.
Одним из них стал Филарет Варажнуни, полководец византийской армии района Мелитены и Антиохии, который после битвы при Маназкерте создал собственное обширное владение от границ Армении до Восточной Киликии с центром в Марате. Часть Каппадокии ненадолго вошла в состав его земель. В результате многолетней борьбы Филарет объединил под своей властью княжества Мараша, Кесуна, Эдессы, Андриуна (близ Мараша), Цовка (близ Айнтаба), Пира (близ Эдессы) и другие земли. Став во главе армянских князей Каппадокии, Коммагены, Киликии, Сирии и Месопотамии, он продолжал расширять пределы своих владений, включив в их состав города Антиохию (1077 г.) и Эдессу (1083 г.). У Варажнуни искали приют армянские цари и князья, владения которых были оккупированы в Каппадокии сельджуками в 1079—1080 гг. В 1086 г. Варажнуни потерпел окончательное поражение от мусульман.. К концу XI века территория окончательно перешла под эгиду сельджукских владык.

## Сельджукский период
Страна опустела. После нашествия турок выжившие убегали, опасаясь их возвращения. За несколько лет Каппадокия, Фригия, Вифиния и Пафлагония потеряли большую часть своего греческого населения. Долины и равнины, простирающиеся от Кесарии и Севастии до Никеи и Сард оставались почти пустыми. И поскольку они остались невозделанными, туркмены, добившись своего, с удовлетворением разбивали там шатры и пасли стада... (Ж. Лоран).
После поражения императора Романа Диогена под Манцикертом (1071 год) турки с 1073 года приступили к стремительному наступлению в Малую Азию и через 10 лет овладели ей практически полностью. Несколько лет спустя Константинополь был вынужден признать полный провал любой своей попытки вернуться на плоскогорье. Столицу Каппадокии, Кесарею, турки покорили только в 1080 году. Но взяв этот последний опорный пункт византийцев в центральной части Малой Азии, турки сумели удержаться здесь до настоящего времени.
Михаил Сириец пишет о воцарении турок в Каппадокии так:

Одержав эту большую победу, тюрки возобладали над всей Арменией. Их султан Алп-Арслан Абу-л-Фатх, которого прозвали Справедливым, отправил сына своего дяди (двоюродного брата) Сулаймана в области Каппадокии и Понта и дал ему право объявить себя султаном. Когда он появился, греки обратились в бегство, и он овладел городами Никеей и Никомедией и воцарился там. По всей стране распространились тюрки. (Михаил Сириец. «Хроника»)
Килидж-Арслан пошёл против Мелитены,

где находился Агузиан ибн Данишменд.

Ночью двадцать восьмого числа месяца

хазиран он начал осаду. Были

предприняты многочисленные штурмы,

установлены /осадные/ машины против

круглой башни в северо-восточной

части города. И когда осаждённые

поняли, что город скоро падёт,

а он (султан) потребовал /вассальной/

клятвы, город сдали ему. Таким образом,

Килидж-Арслан одержал верх и вошёл

в Мелитену второго числа месяца

ийлул 1106 года.
Таким образом, Каппадокия стала частью Конийского султаната сельджукидов со столицей в Никее (ныне Изник), а затем в Конии (ныне Конья), первым государем которого стал Сулайман I ибн Кутулмыш — основатель малоазиатской ветви Сельджукидов. Важной династией для Каппадокии стал род Данишмендидов, ведущий своё происхождение от Данишменда Ахмада Гази (1063—1084). Эта семья владела землями в Малой Азии. Известны две ветви: одна имела основной резиденцией Севастию, (ныне Сивас), и правила в 1071—1178 гг.; другая находилась в Мелитене, (ныне Малатья), в 1142—1178 гг.
Почти столетняя борьбы между сельджукидскими султанами Рума и Данишмендидами за контроль над малоазиатскими землями завершилась победой султанов: при Кылыч-Арслане II (1156—1192) владения Данишмендидов вошли в состав государства Сельджукидов Малой Азии (между 1174—1178 гг.). Одним из эпизодов этой борьбы была война султана Кылыч-Арслана I и малика Гази ибн Данишменда в Каппадокии за обладание Мелитеной.

### Эпоха крестовых походов
Древний перекрёсток цивилизаций, Каппадокия оказалась и на пути крестоносцев, двигавшихся из Европы через Византию освобождать Гроб Господень. Вторгшись в султанат, крестоносцы Первого крестового похода захватили Никею (Изник), после чего новой столицей стала Конья, а затем в 1097 г. мимоходом потеснили сельджуков и в Каппадокии:

Ты наверняка слышала, что после взятия города Никеи мы сражались в великой битве с турками и с Божьей помощью победили их. Затем мы подчинили Господу всю Романию. И мы узнали, что был некий турецкий правитель Ассам, пребывающий в Каппадокии; туда мы и направили свой путь. И замки его мы силой захватили и вынудили его бежать к некоему очень мощному замку, расположенному на высокой горе. Мы также отдали земли этого Ассама одному из наших вождей и для того, чтобы он мог покорить вышеупомянутого Ассама, мы оставили там ему много воинов Христовых. Оттуда, непрестанно преследуя нечестивых турок, мы гнали их через всю Армению до самой великой реки Евфрат. Бросив все свои пожитки и вьючных животных на берегу, они переправились через реку в Аравию. («Письмо Стефана Блуасского и Шартрского к супруге Адели из под Антиохии»)
О той же победе над Ассамом сообщает Боэмунд Тарентский.
Чтобы противостоять христианскому вторжению, два главных турецких правителя Анатолии: Кылыч-Арслан, правитель Никеи, потерявший столицу, и эмир Гази ибн Данишменд, правитель Каппадокии и Понта (представитель вышеупомянутой династии), — забыли о своей вражде и объединили свои усилия.. Но западные крестоносцы полностью сломили турецкую мощь в Малой Азии. Последняя битва произошла при Гераклее Каппадокийской (Эрегли), всего лишь в нескольких километрах от нынешнего Гюлекбогази, ущелья Киликийских Ворот. Армия пришла в Кесарию Каппадокийскую (Кайзери), повернула на восток, затем взяла прежнее направление на юг, в сторону Сирии. Затем крестоносцы проследовали дальше к Иерусалиму.
После взятия Иерусалима франки обживали созданные ими государства и пытаясь «наводить порядок». В 1099 г. Боэмунд решил прийти на помощь осаждённым христианам Мелитены. Эмир Каппадокии, осаждавший Мелитену (Малатью), был извещён о появлении франков и устроил несколько засад на дорогах, ведущих к плато. Нормандское войско было застигнуто врасплох, окружено, попало под ливень и, в конце концов, погибло. Боэмунд и Ричард были взяты в плен, закованы в цепи и уведены в Мелитену.

### Прочие войны
Тем не менее, спустя несколько десятилетий Византия предприняла несколько попыток вернуть ускользнувшие территории. Император Иоанн II Комнин, уладив дела на западе, направил свою энергию в этом направлении. В 1133 г. он отправился в Азию, отобрал у турок Кастамон и Гангры, а в 1135 г. двинулся в Киликию, овладел Тарсом, осадил Анаварз и после осады принял его сдачу. В 1137 г. он выступил против Антиохийского княжества крестоносцев и победил его. По условиям мира, император поставил в Антиохии своего префекта. Затем совместно вместе с антиохийским войском Иоанн вторгся в Верхнюю Сирию.
В 1139 г. настала очередь Каппадокии, где войско ромеев тяжело переносило сильные холода и суровые ветра. «Во время этого похода его юный сын Мануил без ведома отца вступил в неравный бой с турками, которых ромеи с трудом одолели. Иоанн при всех похвалил юношу за отвагу, но потом, отведя в палатку, выпорол за безрассудство и нарушение приказа. Осаду Неокесарии пришлось оставить» (Хониат: 1; 9).

## Османский период
Но сельджуки не стали последними хозяевами Каппадокии. Область постигла обычная для сельджукских владений в Малой Азии судьба: в конце XIII века она перешли в руки османов и стала частью Османской империи.
Османское государство образовалось ок. 1265 как полузависимое владение Конийского султаната. Со временем османы обрели мощь и приступили к захвату территорий в Малой Азии. Постепенно, к 60-м годам XV века ими была захвачена большая часть Малой Азии. В 70-е годы наступила очередь Каппадокии.
Мехмед II начинает завоевание земель Каппадокии. Планомерно, с 1475 по 1515 годы сильная Османская империя подчиняет один за другим города Каппадокии. В 1515 году была захвачена столица Каппадокии, Кесарея. С этого момента для Каппадокии начинается период османского владычества, длившийся более 400 лет.
В это время Каппадокия стала ядром турецкого государства. Почти всё население стало турецким. Оказавшись внутренним регионом сильной империи, она наконец-то перестала страдать от вражеских нашествий, но и потеряла свою значимость среди регионов Анатолии. Каппадокия исчезла с политической карты мира и потеряла свою былую значимость. Количество упоминаний местности в исторических источниках заметно снижается.
В XVIII веке Каппадокия обрела новую столицу — Невшехир, который является центром Каппадокии и по сей день. Невшехир был основан в начале XVIII века великим визирем, Невшехерли Дамат Ибрагимом Пашой, уроженцем Каппадокии.
В последующие века Каппадокия смогла забыть о вторжениях и войнах. С преобразованием империи в 1919 г. регион оказался в составе Турецкой республики (официально с 1923 года). В результате административной реформы регион оказался поделённым между административными провинциями Невшехир, Кайсери, Аксарай и Нигде. Из событий мировой истории, повлиявших на её судьбу следует отметить Греко-турецкий обмен населением 1923 года, когда эти земли покинуло грекоговорящее население, жившее там веками, а остались лишь турки. Кроме того, региона коснулось истребление армян. В настоящий момент, несмотря на многовековую историю армян и даже нескольких армянских князей в Каппадокии, представители этой нации в регионе не проживают. Кроме того, ни в одном путеводителе по Каппадокии, выпущенном в Турции, нет ни слова об армянах и армянском владычестве на данной территории.
Оказавшись «на задворках» большой страны, Каппадокия была почти полностью позабыта, пока 1907 году французский путешественник неожиданно не наткнулся на её пещерные церкви и не опубликовал об этом свой доклад. С этого времени началось изучение региона учёными, на радость которым там были обнаружены византийские памятники живописи.
С 1980-х годов начинается туристический бум, который привёл к подъёму региона. В 1985 году ЮНЕСКО включила Национальный парк Гёреме и другие пещерные поселения Каппадокии в Список Всемирного наследия. В настоящий момент Каппадокия является одной из самых знаменитых и посещаемых целей для туристов со всего мира.